# Koper városi község
Koper városi község Szlovénia 212 alapfokú közigazgatási egységének, azaz községének, illetve ezen belül a 11 városi községnek egyike, központja Koper, az ország kikötővárosa.

## Települései
Abitanti, Babiči, Barizoni, Belvedur, Bertoki, Bezovica, Bočaji, Bonini, Boršt, Bošamarin, Brezovica pri Gradinu, Brežec pri Podgorju, Brič, Butari, Cepki, Cerej, Dekani, Dilici, Dol pri Hrastovljah, Dvori, Čentur, Čežarji, Črni Kal, Črnotiče, Fijeroga, Gabrovica pri Črnem Kalu, Galantiči, Gažon, Glem, Gradin, Gračišče, Grinjan, Grintovec, Hrastovlje, Hrvatini, Jelarji, Kampel, Karli, Kastelec, Kolomban, Koper, Koromači-Boškini, Kortine, Kozloviči, Koštabona, Krkavče, Krnica, Kubed, Labor, Loka, Lopar, Lukini, Manžan, Marezige, Maršiči, Močunigi, Montinjan, Movraž, Olika, Osp, Peraji, Pisari, Plavje, Pobegi, Podgorje, Podpeč, Poletiči, Pomjan, Popetre, Prade, Praproče, Predloka, Pregara, Premančan, Puče, Rakitovec, Rižana, Rožar, Sirči, Smokvica, Socerb, Sočerga, Sokoliči, Spodnje Škofije, Srgaši, Stepani, Šalara, Šeki, Škocjan, Šmarje pri Kopru, Sv. Anton, Tinjan, Topolovec, Trebeše, Triban, Trsek, Truške, Tuljaki, Vanganel, Zabavlje, Zanigrad, Zazid, Zgornje Škofije, Župančiči.

## Népesség
| Lakosok száma | 50 708 | 51 915 | 52 811 | 53 155 | 53 637 | 51 053 | 51 140 | 51 641 | 52 540 | 52 773 |
|               | 2008   | 2009   | 2011   | 2012   | 2013   | 2015   | 2016   | 2017   | 2019   | 2020   |

## Fordítás
- Ez a szócikk részben vagy egészben  a   Mestna občina Koper című szlovén Wikipédia-szócikk ezen változatának fordításán alapul.  Az eredeti cikk szerkesztőit annak laptörténete sorolja fel. Ez a jelzés csupán a megfogalmazás eredetét és a szerzői jogokat jelzi, nem szolgál a cikkben szereplő információk forrásmegjelöléseként.